# Yodogawa (Osaka)
Yodogawa (jap. 淀川区 Yodogawa-ku) – jedna z 24 dzielnic (区 – ku) w Osace w Japonii.